# 江亦曼
江亦曼（1945年—），女，汉族，陕西西乡人，中华人民共和国政治人物、第十一届全国人民代表大会甘肃地区代表。

## 生平
江亦曼毕业于兰州大学化学系、中央党校行政管理专业。1965年加入中国共产党。2008年，担任全国人大外事委员会委员，中国红十字会顾问（原党组书记、常务副会长）。

## 家庭
父亲江隆基，曾任北京大学党委书记、兰州大学校长。